# 天主教佛罗伦萨总教区

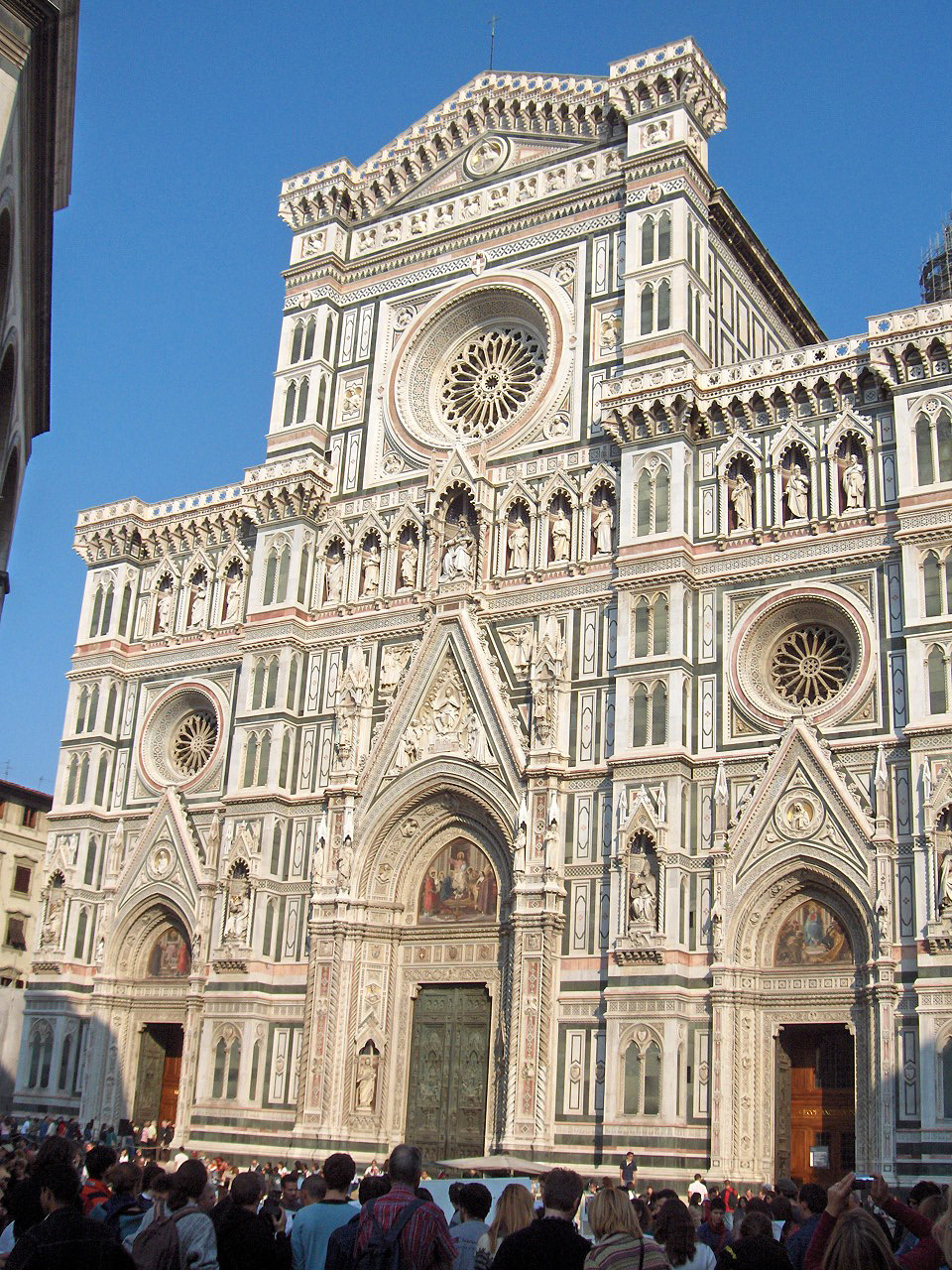
聖母百花聖殿

天主教佛罗伦斯总教区（拉丁语：Archidioecesis Florentina）是罗马天主教在意大利中部托斯卡纳大区设立的一个总教区。1419年由教区升格。主教座堂為聖母百花聖殿。2008年6月以后主教职位空缺。 